# Hymaloxylon aspoecki
Hymaloxylon aspoecki är en skalbaggsart som beskrevs av Paulus 2004. Hymaloxylon aspoecki ingår i släktet Hymaloxylon och familjen varvsflugor. Inga underarter finns listade i Catalogue of Life.